# Nemesis Divina
Nemesis Divina este cel de-al treilea album de studio al formației Satyricon. Albumul este considerat a fi unul dintre cele mai influente albume black metal din toate timpurile.

## Mother North
Pe acest album este inclusă melodia Mother North, cea mai cunoscută melodie a formației și "probabil cel mai mare hit black metal din ultimii 20 de ani". Pentru această melodie s-a filmat primul videoclip al formației, acest videoclip fiind subiectul a numeroase controverse din cauza scenelor în care modelul Monica Bråten apare nud. Datorită acestor scene nud videoclipul a fost cenzurat, formația lansând în prealabil videoclipul pe casetă video atât în versiunea cenzurată cât și în cea necenzurată.

## Titlul și coperta
Titlul Nemesis Divina provine din latină și, tradus cuvânt cu cuvânt, înseamnă Răzbunare divină. În mitologia greacă Nemesis era personificarea răzbunării divine, deci titlul se referă de fapt la răzbunarea împotriva lui Dumnezeu. 
Coperta a fost creată de artistul norvegian Stein Løken. Faptul că formația a apelat la profesioniști atât pentru realizarea copertei cât și pentru fotografii și machiaj a reprezentat ceva neobișnuit pentru scena black metal.

## Recenzii și influențe
Nemesis Divina este un album definitoriu pentru black metal, Allmusic afirmând că "Nemesis Divina îi asigură lui Satyricon un loc în cartea de istorie a heavy metal-ului".
Revista Terrorizer a clasat Nemesis Divina pe locul 12 în clasamentul "Cele mai bune 40 de albume black metal". Site-ul IGN a inclus albumul în lista "Cele mai bune 10 albume black metal".

## Lista pieselor
1. "The Dawn Of A New Age" - 07:27
2. "Forhekset" (Vrăjit) - 04:32
3. "Mother North" - 06:25
4. "Du som hater Gud" (Tu care îl urăști pe Dumnezeu) - 04:22
5. "Immortality Passion" - 08:23
6. "Nemesis Divina" - 06:55
7. "Transcendental Requiem Of Slaves" - 04:44

## Personal
- Satyr - vocal, chitară, chitară bas
- Frost - baterie
- Kveldulv - a doua chitară
- Geir Bratland - sintetizator (sesiune)